# Wolf-Dietrich von Fircks-Burgstaller
Wolf-Dietrich von Fircks-Burgstaller (* 1948 in Göttingen) ist ein deutscher Jurist und war Rektor der Veterinärmedizinischen Universität Wien.

## Akademische Laufbahn
Wolf-Dietrich von Fircks studierte Rechtswissenschaften in Göttingen, Freiburg und Kiel von 1968 bis 1972. Neben der Referendarzeit war von Fircks Lehrbeauftragter und Hilfskraft der Christian-Albrechts-Universität zu Kiel.
1985 wurde von Fircks Kanzler der Universität Hildesheim für sechs Jahre.
Von 1991 bis 1997 war von Fircks Kanzler an der Carl von Ossietzky Universität Oldenburg, von 1993 war Fircks für zwei Jahre zudem Sprecher der Kanzler der Niedersächsischen Universitäten.
Von 1997 bis 2001 Kanzler der Freien Universität Berlin und seit 1999 auch Sprecher der Kanzler von Berlin und Brandenburg.
Von 1. März 2001 bis 2010 war von Fircks Rektor der Veterinärmedizinischen Universität Wien. Er ist mit Maria Burgstaller verheiratet.